# بارس جنوبي يك (عسلوية)
بارس جنوبي يك (بالفارسية: منطقه ویژه پارس جنوبی 1) هي قرية تقع في إيران في قسم عسلوية الريفي. يقدر عدد سكانها بـ 10,938 نسمة .